# Wynyardiidae
Wynyardiidae è una famiglia estinta di marsupiali diprodonti risalente al Miocene inferiore, i cui resti furono rinvenuti a Wynyard, in Tasmania.

## Specie
- †Wynyardiidae (Osgood 1921)
  - †Wynyardia bassiana (Spencer 1901) [†Wynyardia basiana]
  - †Muramura williamsi (Pledge in Archer 1987)
  - †Muramura pinpensis (Pledge N S 2003)
  - †Namilamadeta snideri (Rich & Archer 1979)